# António Feijó de Andrade Gomes
António Feijó de Andrade Gomes ComL (Ponte de Lima, 22 de setembro de 1943 – Porto, 29 de maio de 2018) foi um militar do Exército Português, tendo-se reformado no posto de Coronel.

## Biografia
Iniciou o curso de Infantaria na Academia Militar em 1963. Fez o tirocínio enquanto aspirante-a-oficial na Escola Prática de Infantaria em Mafra em 1966, sendo posteriormente transferido para o Regimento de Infantaria N.º 6, no Porto.
Durante a Guerra do Ultramar, foi mobilizado para integrar a Companhia de Cavalaria 1508 do Batalhão de Cavalaria 1880 em Morrumbala, na Província Ultramarina de Moçambique em 1967–1968. Promovido a tenente, frequentou o 1.º Curso de Operações Especiais em 1969, no Centro de Instrução de Operações Especiais em Lamego, sendo promovido a capitão nesse ano. Em 1970 foi novamente mobilizado para Moçambique, como comandante da Companhia de Caçadores 2705 do Batalhão de Caçadores 2914, unidade destinada ao setor centro fronteiriço distrital do Niassa; em 1971 foi substituído no comando da sua subunidade e deslocado para o Dondo, como instrutor de Grupos Especiais de Paraquedistas no Centro de Instrução de Grupos Especiais da Região Militar de Moçambique. Regressa à Metrópole em 1972, ficando no Centro de Instrução de Operações Especiais como instrutor.
Em setembro de 1973, foi um dos presentes no Encontro de Alcáçovas, e um dos signatários do abaixo-assinado à Presidência do Conselho contestando recentes alterações legislativas operadas pelo governo ao serviço e carreira militares, momento fundacional para a organização do que viria a constituir-se como Movimento das Forças Armadas. Foi transferido para o Regimento de Infantaria N.º 3 em Beja e depois, em maio de 1974, regressa ao Regimento de Infantaria N.º 6, no Porto. Em Novembro de 1974, é mobilizado para a estrutura do Comando Operacional de Luanda do Comando-Chefe das Forças Armadas em Angola.
Regressa à Metrópole e ao Regimento de Infantaria N.º 6 em outubro de 1975, e fez parte da organização e instrução de três companhias destinadas a constituir um batalhão operacional da Região Militar Norte. Foi nomeado coronel comandante do Centro de Instrução de Operações Especiais em 1997, permanecendo até 2000. Passou à situação de reforma em 2008.
António Feijó presidiu à direção da Associação para o Monumento de Homenagem aos Militares do Porto que Combateram no Ultramar. Em 1999, refundou a Irmandade Militar de Nossa Senhora da Conceição de Lamego, e serviu como seu primeiro presidente durante mais de dezoito anos, até ao fim da vida. Desempenhou o cargo de Hospitalário da Assembleia dos Cavaleiros Portugueses da Ordem Soberana e Militar de Malta entre 2000 e 2008.
Em 12 de fevereiro de 1996, foi agraciado com o grau de Comendador da Ordem da Liberdade.